# Nothrus silvicus
Nothrus silvicus är en kvalsterart som beskrevs av Arthur P. Jacot 1937. Nothrus silvicus ingår i släktet Nothrus och familjen Nothridae. Inga underarter finns listade i Catalogue of Life.